# Nicolas Jackson
Nicolas Jackson (Banjul, 20 juni 2001) is een Senegalees voetballer die doorgaans als aanvaller speelt. Hij verruilde Villarreal in juli 2023 voor Chelsea. Jackson debuteerde in 2022 in het Senegalees voetbalelftal.

## Carrière
Jackson werd geboren in Gambia als zoon van Senegalese ouders. Hij verhuisde naar Senegal toen hij zestien was en sloot zich daar aan bij voetbalclub ASC Tilene. Een jaar later werd hij opgenomen in de jeugdopleiding van Casa Sports. In september 2019 haalde Villarreal hem vervolgens naar Spanje. Na een seizoen in het hoogste jeugdteam van Villarreal verhuurde de club Jackson van oktober 2020 tot juli 2021 aan CD Mirandés, waar hij in de Segunda División ervaring op kon doen. Vanaf januari 2022 mocht hij regelmatig beginnen in het eerste elftal van Villarreal, in de Primera División. Hij brak in het seizoen 2022/23 definitief door. Hij maakte dat jaar twaalf doelpunten in de competitie en één in de UEFA Conference League.
Jackson tekende op 30 juni 2023 een contract tot medio 2031 bij Chelsea, dat €35.000.000,- voor hem betaalde aan Villarreal. Hij speelde in zijn eerste seizoen in de Premier League 35 wedstrijden, waarvan 31 als basisspeler.

## Clubstatistieken
| Seizoen     | Club          | Competitie         | Competitie | Competitie | Competitie | Beker | Beker | Beker | Internationaal | Internationaal | Internationaal | Totaal | Totaal | Totaal |
| Seizoen     | Club          | Competitie         | Wed.       | Dlp.       | Ass.       | Wed.  | Dlp.  | Ass.  | Wed.           | Dlp.           | Ass.           | Wed.   | Dlp.   | Ass.   |
| ----------- | ------------- | ------------------ | ---------- | ---------- | ---------- | ----- | ----- | ----- | -------------- | -------------- | -------------- | ------ | ------ | ------ |
| 2020/21     | → CD Mirandés | La Liga 2          | 16         | 1          | 1          | 1     | 0     | 0     | —              | —              | —              | 17     | 1      | 1      |
| Club Totaal | Club Totaal   | Club Totaal        | 16         | 1          | 1          | 1     | 0     | 0     | 0              | 0              | 0              | 17     | 1      | 1      |
| 2021/22     | Villarreal B  | Primera Federación | 27         | 7          | 8          | —     | —     | —     | —              | —              | —              | 27     | 7      | 8      |
| Club Totaal | Club Totaal   | Club Totaal        | 27         | 7          | 8          | 0     | 0     | 0     | 0              | 0              | 0              | 27     | 7      | 8      |
| 2021/22     | Villarreal    | La Liga            | 9          | 0          | 1          | 1     | 0     | 0     | —              | —              | —              | 10     | 0      | 1      |
| 2022/23     | Villarreal    | La Liga            | 26         | 12         | 4          | 2     | 0     | 1     | 10             | 1              | 0              | 38     | 13     | 5      |
| Club Totaal | Club Totaal   | Club Totaal        | 35         | 12         | 5          | 3     | 0     | 1     | 10             | 1              | 0              | 48     | 13     | 6      |
| 2023/24     | Chelsea       | Premier League     | 35         | 14         | 5          | 9     | 3     | 1     | —              | —              | —              | 44     | 17     | 6      |
| 2024/25     | Chelsea       | Premier League     | 30         | 10         | 5          | 0     | 0     | 0     | 3              | 2              | 0              | 33     | 12     | 5      |
| Club Totaal | Club Totaal   | Club Totaal        | 65         | 24         | 10         | 9     | 3     | 1     | 3              | 2              | 0              | 77     | 29     | 11     |
| Totaal      | Totaal        | Totaal             | 143        | 44         | 24         | 13    | 3     | 2     | 13             | 3              | 0              | 169    | 50     | 26     |

Bijgewerkt t/m 20 mei 2024

## Interlandcarrière
Jackson debuteerde op 21 november 2022 in het Senegalees voetbalelftal, in een met 0–2 verloren groepswedstrijd tegen Nederland op het WK 2022. Hij kwam toen in de 74e minuut in het veld als invaller voor Krépin Diatta.
1 Sánchez ·
2 Disasi ·
3 Cucurella ·
4 Adarabioyo ·
5 Badiashile ·
6 Colwill ·
7 Neto ·
8 Fernández ·
10 Moedryk ·
11 Madueke ·
12 Jörgensen ·
13 Bettinelli ·
14 Félix ·
15 Jackson ·
17 Chukwuemeka ·
18 Nkunku ·
19 Sancho ·
20 Palmer ·
21 Chilwell ·
22 Dewsbury-Hall ·
24 James  ·
25 Caicedo ·
27 Gusto ·
29 W. Fofana ·
31 Casadei ·
38 Guiu ·
40 Veiga ·
45 Lavia ·
47 Bergström ·
Coach: Maresca
1 Dieng ·
2 F. Mendy ·
3 Koulibaly  ·
4 Cissé ·
5 I. Gueye ·
6 N. Mendy ·
7 Jackson ·
8 Kouyaté ·
9 Dia ·
10 N'Diaye ·
11 Ciss ·
12 Ballo-Touré ·
13 Ndiaye ·
14 Jakobs ·
15 Diatta ·
16 É. Mendy ·
17 P. Sarr ·
18 I. Sarr ·
19 Diédhiou ·
20 Dieng ·
21 Sabaly ·
22 Diallo ·
23 Gomis ·
24 Name ·
25 Loum ·
26 P. Gueye ·
Coach: Cissé